# Adam Levine
Adam Noah Levine (sinh 18 tháng 3 năm 1979) tại Los Angeles, California, Hoa Kỳ. Anh là một ca sĩ, nhạc công, nhạc sĩ người Mỹ, thường được biết đến là giọng hát chính và là thủ lĩnh của ban nhạc pop rock Maroon 5. Anh cũng là một giám khảo trong chương trình truyền hình The Voice cùng Christina Aguilera, Cee Lo Green, Usher, Shakira, Gwen Stefani, Pharrell Williams, Blake Shelton, Alicia Keys, Miley Cyrus, Jennifer Hudson và Kelly Clarkson

## Tiểu sử
Levine sinh ra tại Los Angeles có cha là Fred Levine và mẹ là Patsy (nhũ danh Noah). Anh có hai người bác là nhà báo và tác giả Timothy Noah. và Peter Noah, nhà văn và nhà sản xuất. Anh còn có anh chị em Michael và Julia, và hai em cùng cha khác mẹ, Eliza và Sam.
Đa số tổ tiên của Levine là người Do Thái, ngoài ra anh còn có tổ tiên Đức và Scotland, anh cũng tự coi mình là người Do Thái. Anh đã không chọn làm một Bar Mitzvah ngay từ khi còn nhỏ 
Levine từng tham dự Liên hoan Trình diễn Nghệ thuật French Woods (Hancock, NY) với người bạn thân Jesse Carmichael, thành viên chơi ghi-ta thời đó của ban nhạc Kara's Flowers. Hiện tại, Adam đang là nhóm trưởng của nhóm nhạc nổi tiếng Maroon 5.Sau cái chết của Michael Jackson, anh đã ngày khẳng định rằng mình là Ông Hoàng Nhạc Pop. Anh được xếp vào top 10 ca sĩ có ảnh hưởng lớn nhất với nhạc Pop.
Adam là một trong 20 ca sĩ có số lượng fan lớn nhất thế giới.

## Đời sống riêng tư
Adam kết hôn với thiên thần Victoria's Secret Behati Prinsloo ở tại thành phố Los Cabos, Mexico vào ngày 19/7/2014 sau khi trải qua rất nhiều cuộc tình chóng vánh.
Adam nổi tiếng là một ca sĩ với rất nhiều hình xăm trên người: 
1. Hình xăm cá mập đặt ở gần lồng ngực liên quan đến cái nickname "Sharky" mà bạn bè anh đặt, nhưng thú vị thay, cá mập cũng là nỗi sợ lớn nhất của anh.
2. Adam là một người yêu động vật, đặc biệt là chó, và hình xăm chữ Frankie nằm ở tay phải của anh bên cạnh có xăm chân một chú chó là để bày tỏ tình cảm đặc biệt của Adam dành cho chú chó Frankie mà anh yêu mến thuộc một loài Golden Retriever. Theo anh đây cũng là hình xăm ý nghĩa nhất.
3. Hình xăm chữ Tapas được viết theo chữ tiếng Phạn hoặc Hindu xăm trên ngực của Adam có nghĩa là "sự suy ngẫm".
4. Adam còn xăm hình hoa hồng để nhớ đến mẹ của mình vì mẹ của anh thích hoa hồng. Ngoài ra anh còn xăm chữ "Mom" ở cánh tay trái để bày tỏ tình cảm yêu thương của mình với mẹ.
5. Chiếc vòng cổ được xăm khi anh còn ở Nhật Bản mà cho hay không nhớ vì sao lại xăm hình đó, có lẽ là do khi đó anh đang rất chán, khẳng định xăm hình đã trở thành một niềm vui đối với anh, giúp tâm trạng tốt hơn.
6. Hình xăm khóm hoa đào được xăm ở bên vai trái là để bày tỏ sự kính trọng đối với các nạn nhân trong ngày 11/9.
7. Adam xăm chữ Los Angeles ở trên bắp tay và chữ California ở bụng đơn giản là vì anh đã được sinh ra ở đây và cũng để anh bày tỏ lòng tôn kính của mình đến quê hương.
8. Cây đàn guitar cũng là hình xăm gắn với sự nghiệp ca hát, đánh đàn của anh.
9. Do studio mà Maroon 5 thu âm những bài hát đầu tiên của họ có số 222 ở cửa, vì vậy Adam đã xăm con số này ở bên cánh tay.

Ngoài ra Adam Levine còn có những hình xăm khác như Pinup Girl, hình con hổ, con đại bàng,... và anh vẫn chưa tiết lộ ý nghĩa của chúng.

## Sự nghiệp

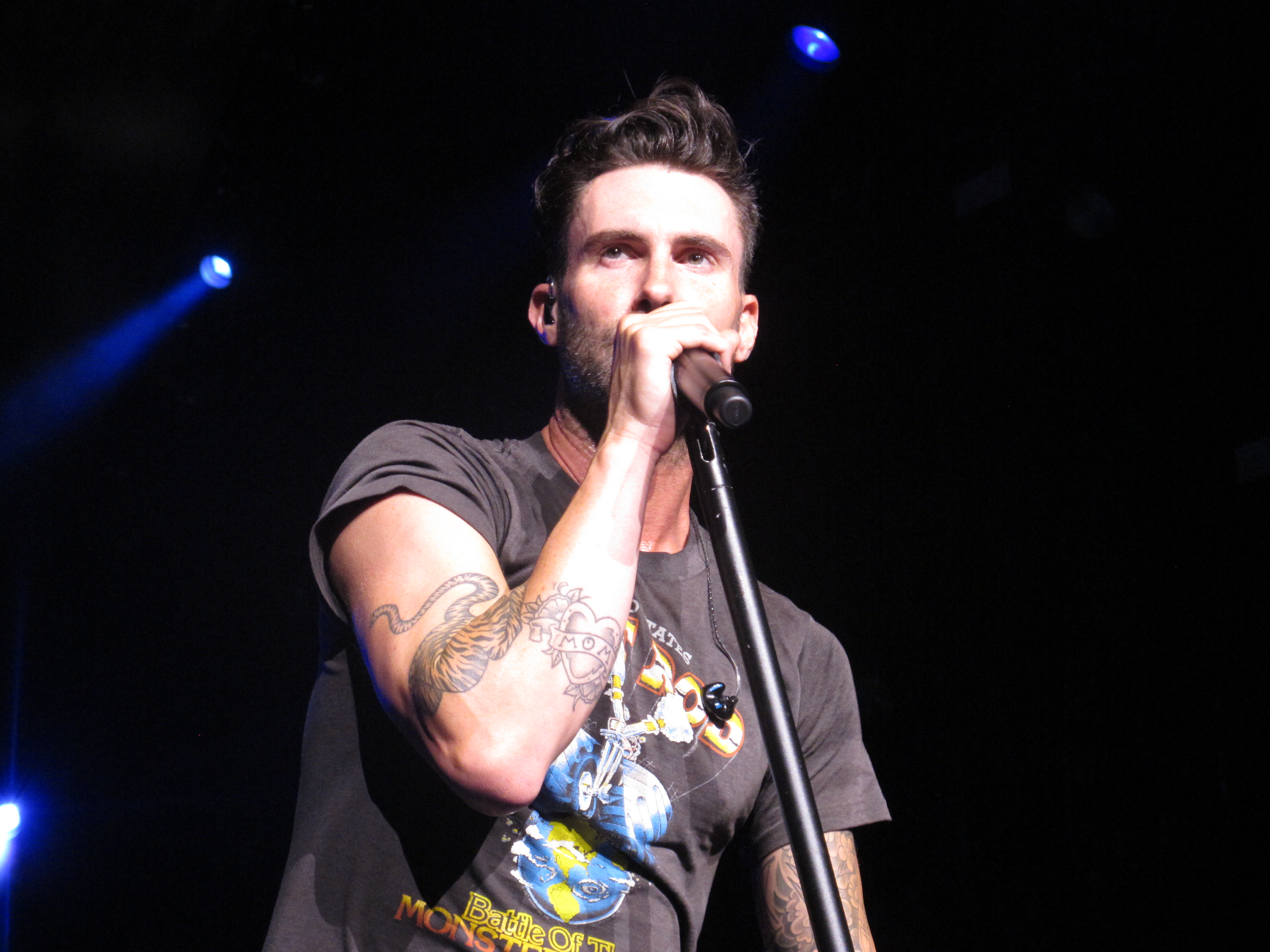
Adam Levine biểu diễn trên sân khấu.

Tháng 4 năm 1998, Adam cùng 3 người bạn của mình thanh lập ban nhạc với tên gọi lúc đầu Kara's Flower. Ban nhạc đã dần khẳng định mình và gặt hái được nhiều thành công.
Tháng 6 năm 2004, Adam đã thêm thành viên James Valentines vào nhóm và đổi tên nhóm thành Maroon 5. Nhóm nhạc hoạt động và phát triển mạnh mẽ trở thành một trong những nhóm nhạc được yêu thích nhất trên thế giới với rất nhiều bản hit đình đám. Đến nay nhóm đã cho ra đời 5 album: Songs About Jane, It Won't Be Soon Before Long, Hands All Over, Overexposed và V
Anh bắt đầu vai trò giám khảo chương trình truyền hình The Voice từ năm 2011 và cùng với Blake Shelton giữ vị trí này xuyên suốt từ mùa 1 cho đến hiện nay. Đội của Adam dành chiến thắng trong mùa 1, mùa 5 và mùa 9 với các thí sinh Javier Colon, Tessanne Chin và Jordan Smith.
Năm 2014, Adam Levine lần đầu tiên tham gia bộ phim điện ảnh đầu tay trong bộ phim ca nhạc lãng mạn Begin Again với vai Dave. Đặc biệt anh không nhận cát sê khi tham gia bộ phim này, ca khúc của bộ phim " Lost Stars " cũng do chính Adam thể hiện.